# Wiesner (Familienname)
Wiesner ist ein Familienname.

## Varianten
- Wisner
- Wyzner
- Wießner
- Wiessner

## Namensträger

### A
- Adolph Wiesner (Politiker) (1806–1867), deutscher Politiker
- Adolph Wiesner (Schriftsteller) (1824–??), österreichischer Schriftsteller
- Adolph Wiesner (Maler) (1871–1942), tschechischer Maler
- Alexander Wiesner (* 1989), deutscher Politiker (AfD)
- Andreas Wiesner (* 1994), deutscher Schwimmer
- Arthur Wiesner (1895–1980), deutscher Schauspieler

### B
- Berthold P. Wiesner (1901–1972), österreichischer Biologe

### C
- Christian Wiesner (* 1981), deutscher Fußballspieler
- Claus Ulrich Wiesner (1933–2016), deutscher Schriftsteller und Drehbuchautor

### D
- David Wiesner (* 1956), US-amerikanischer Illustrator und Schriftsteller

### E
- Emma Wiesner (* 1992), schwedische Politikerin (Centerpartiet), MdEP
- Erhard Wiesner (1909–1994), deutscher Biologe
- Erich Wiesner (Politiker, 1897) (1897–1968), deutscher Politiker (KPD/SED)
- Erich Wiesner (Politiker, 1927) (1927–2001), österreichischer Politiker (ÖVP)
- Erich Wiesner (Fuzzy; 1931–2017), deutscher Freizeitparkbetreiber, siehe Sioux Montana Ranch #Hauptbetreiber Erich „Fuzzy“ Wiesner
- Erich Wiesner (Künstler) (* 1939), deutscher Künstler
- Ernst Wiesner (Arnošt Wiesner; 1890–1971), tschechischer Architekt

### F
- Felix Wiesner (* 1982), deutscher Grafikdesigner und Typograf
- Finn Wiesner (* 1969), deutscher Jazzmusiker
- Frank Wiesner (* 1967), deutscher Verkehrsplaner und Politiker (SPD)
- Franz Wiesner (Architekt) (1884–1973), deutscher Architekt und Regierungsbaumeister
- Franz Wiesner (Geistlicher) (1903–1973), deutscher katholischer Priester
- Franz-Josef Wiesner (1926–2024), deutscher Brigadegeneral der Bundeswehr
- Friedrich Wiesner (Theologe) (1612–1696), deutscher Theologe, Dekan in Stift Haug und Rektor der Universität Würzburg
- Friedrich Wiesner (Diplomat) (1871–1951), österreichischer Jurist und Diplomat
- Friedrich Wiesner (1887–1938), ungarischer Sprinter, siehe Frigyes Mezei

### G
- Georg Wiesner (Politiker) (1884–1931), deutscher Politiker, Oberbürgermeister von Görlitz
- Georg Wiesner (Fußballspieler) (* vor 1946), deutscher Fußballtorhüter
- Georg Franz Wiesner (1731–1797), deutscher jesuitischer Theologe und Hochschullehrer für Dogmatik und orientalische Sprachen in Würzburg
- Gerald William Wiesner (* 1937), kanadischer Ordensgeistlicher, Bischof von Prince George
- Gisela Wiesner (* 1947), deutsche Berufspädagogin und Hochschullehrerin
- Günter Wiesner, deutscher Judoka, mehrmaliger DDR-Meister

### H
- Hans Wiesner (1925–2013), deutscher Generalleutnant
- Hans-Jürgen Wiesner (1922–2003), deutscher Fernsehjournalist
- Hartmut Wiesner (* 1944), deutscher Künstler
- Heike Wiesner (* 1966), deutsche Soziologin
- Heinrich Wiesner (1925–2019), Schweizer Schriftsteller
- Henning Wiesner (* 1944), deutscher Tierarzt und Zoologe
- Herbert Wiesner (* 1937), deutscher Literaturwissenschaftler und Publizist
- Hugo Wiesner, österreichischer Fußballnationalspieler

### J
- Jannes Wiesner (* 2003), deutscher Volleyballspieler
- Jerome Wiesner (1915–1994), US-amerikanischer Elektroingenieur und Wissenschaftsorganisator
- Joachim Wiesner (1934–2009), deutscher Politikwissenschaftler
- Johann Samuel Wiesner (1723–1780), deutscher Theologe, Pädagoge und Orientalist
- Joseph Wiesner (1913–1975), deutscher Archäologe und Prähistoriker
- Judith Wiesner-Floimair (* 1966), österreichische Tennisspielerin
- Julius Wiesner (1838–1916), österreichischer Botaniker
- Jürgen Wiesner (* 1938), deutscher Altphilologe
- Jürgen Wiesner (Maler) (* 1955), deutscher Maler

### K
- Ken Wiesner (1925–2019), US-amerikanischer Hochspringer
- Knut Wiesner (* 1954), deutscher Wirtschaftswissenschaftler
- Kurt Wiesner (1907–1967), deutscher Theologe, Hochschullehrer und Friedensaktivist

### L
- Leopold Wiesner (1876–1945), deutscher Verwaltungsbeamter und Manager
- Ljubo Wiesner (1885–1951), kroatischer Dichter und Übersetzer
- Lothar Wiesner (* 1923), deutscher Fußballspieler und -trainer

### M
- Manfred Wiesner (* 1940), deutscher Ruderer
- Maria Wiesner, Journalistin und Autorin
- Martin Wiesner (* 1958), deutscher Fußballspieler
- Michael Wiesner (* 1984), deutscher Schauspieler, Synchronsprecher und Sänger

### O
- Otto Wiesner (1910–2006), deutscher Schriftsteller und Widerstandskämpfer

### P
- Paul Wiesner (1855–1930), deutscher Regattasegler
- Peter Wiesner (* 1936), deutscher Ingenieur und Hochschullehrer
- Petra Wiesner-Holtzmann (* 1956), deutsche Politikerin (CDU)

### R
- Reinhard Wiesner (* 1945), deutscher Verwaltungsjurist, Rechtswissenschaftler und Autor
- René Wiesner (* 1987), deutscher Filmproduzent und Filmregisseur
- Richard Wiesner (1875–1954), österreichischer Pathologe
- Robert Wiesner (* 1953), österreichischer Fernsehjournalist
- Rudolf Wiesner (Komponist) (1876–1945), österreichisch-tschechischer Komponist und Musikpädagoge
- Rudolf Ernst Wiesner (1890–1973), deutscher Politiker (NSDAP)
- Rudolf J. Wiesner (* 1957), deutscher Physiologe und Hochschullehrer

### S
- Sandro Wiesner (* 1966), deutscher Brigadegeneral
- Sepp Wiesner (1927–2002), österreichischer Politiker (VdU/FPÖ)
- Siegfried Wiesner (* 1934), deutscher Dompteur
- Stefan Wiesner  (Koch) (* 1961), Schweizer Koch und Gastronom
- Stefan Wiesner (Fallschirmspringer) (* 1981/1982), deutscher Fallschirmspringer
- Stephen Wiesner (1942–2021), US-amerikanischer Physiker
- Susanne Wiesner (* 1991), deutsche Schauspielerin, (Volks-)Musikerin und Moderatorin

### T
- Thomas Meyer-Wiesner (* 1951), Schweizer Architekt
- Tim Wiesner (* 1996), deutscher Fußballspieler
- Tobias Wiesner (* 1990), deutscher Fußballspieler
- Tommy Wiesner (* 1990), deutscher Theaterschauspieler und Theaterregisseur

### U
- Ulla Wiesner (* 1940), deutsche Sängerin
- Urs Wiesner (* 1961), Schweizer Jazzmusiker

### W
- Walter Wiesner (* 1966), Schweizer Radiologe
- Werner Wiesner (1902–1974), deutscher evangelischer Theologe und Hochschullehrer
- Werner Wiesner (Fußballspieler) (* 1928), deutscher Fußballspieler
- Wilhelm Wiesner (1868–1934), Bürgermeister von Bergedorf
- Willi Wiesner (1898–1952), deutscher Filmschaffender
- Wolfgang Wiesner (Diplomat) (* um 1953), deutscher Diplomat
- Wolfgang Wiesner (Fußballspieler) (* 1967), deutscher Fußballtorhüter